# Inés Camilloni
Inés Ángela Camilloni  es una climatóloga argentina. Es profesora de la Universidad de Buenos Aires (UBA) e investigadora principal en el Centro de Investigaciones del Mar y la Atmósfera. Es residente en el Programa de Investigación de Geoingeniería Solar de la Universidad de Harvard. Es miembro de la Comisión Mundial de Ética en el Conocimiento Científico Científico y la Tecnología (COMEST) de UNESCO y del Comité Asesor Científico del Instituto Interamericano para la Investigación del Cambio Global (IAI). También fue secretaria académica de la Facultad de Ciencias Exactas y Naturales de la UBA (2015-2022). Fue directora de la Maestría en Ciencias Ambientales en la Facultad de Ciencias Exactas y Naturales de la UBA.
Es una divulgadora y comunicadora pública de los efectos del cambio climático. Como parte de sus actividades de divulgación, participa en charlas y entrevistas.

## Biografía
Camilloni se recibió de Lic. en Meteorología en la Universidad de Buenos Aires en 1987. En 1996 completó su doctorado en la misma Universidad, especializándose en ciencias atmosféricas.

## Trabajo
El trabajo de Camilloni aborda el cambio climático en Argentina y a nivel regional. También trabaja en la evaluación de modelos climáticos y en el desarrollo de escenarios climáticos.
Camilloni es una de las autoras del informe especial del IPCC sobre el calentamiento global de 1,5 grados (2018). Participó en el cuarto y quinto informe de evaluación del IPCC.
Uno de sus trabajos de investigación estudia los impactos hidrológicos de la gestión de la radiación solar en la cuenca del Plata.
En 2020 publicó junto a Vicente Barros un libro de divulgación titulado La Argentina y el cambio climático. De la física a la política, editado por la editorial EUDEBA.
Camilloni también ha participado en charlas que abordan las perspectivas de género en la ciencia, y ha dado entrevistas sobre el rol de las mujeres en la carrera científica.

## Publicaciones (selección)
- Inés Camilloni, Natalia Montroull, Carla Gulizia and R. Saurral. La Plata Basin Hydroclimate Response to Solar Radiation Modification with Stratospheric Aerosol Injection. Frontiers in Climate 4. DOI=10.3389/fclim.2022.763983. 2022
- Inés Camilloni y Vicente Barros: Extreme discharge events in the Paraná River and their climate forcing. In: Journal of Hydrology. Band 278, Nr. 1–4, 2003, S. 94–106, doi: 10.1016 / S0022-1694 (03) 00133-1.
- Inés Camilloni y Mariana Barrucand: Temporal variability of the Buenos Aires, Argentina, urban heat island. In: Theoretical and Applied Climatology. Band 107, Nr. 1–2, 2012, S. 47–58, doi: 10.1007 / s00704-011-0459-z.
- Carla Gulizia e Inés Camilloni: Comparative analysis of the ability of a set of CMIP3 and CMIP5 global climate models to represent precipitation in South America. In: International Journal of Climatology.Band 35, Nr. 4, 2015, S. 583–595, doi: 10.1002 / joc.4005 .